# Mistrzostwa Europy Juniorów w Saneczkarstwie 1958
4. Mistrzostwa Europy juniorów w saneczkarstwie 1958 odbyły się 25 stycznia w Oberhofie, w NRD. Rozegrane zostały trzy konkurencje: jedynki kobiet, jedynki mężczyzn oraz dwójki mężczyzn. W klasyfikacji medalowej najlepsi byli gospodarze.

## Terminarz
| Data             | Miejscowość | Konkurencja      | Złoto                        | Srebro                         | Brąz                           |
| ---------------- | ----------- | ---------------- | ---------------------------- | ------------------------------ | ------------------------------ |
| 25 stycznia 1958 | Oberhof     | Jedynki kobiet   | Baldrun Mille                | Christa Kühn                   | Hanni Possmoser                |
| 25 stycznia 1958 | Oberhof     | Jedynki mężczyzn | Max Leo                      | Thomas Köhler                  | Klaus Bonsack                  |
| 25 stycznia 1958 | Oberhof     | Dwójki mężczyzn  | Helmut Thaler Herbert Thaler | Wolfgang Winkler Leonhard Eham | Klaus Bonsack Gerhard Kirchner |

## Wyniki

### Jedynki kobiet
- Data / Początek: Sobota 25 stycznia 1958

| Medal | Zawodniczka              | Narodowość |
| ----- | ------------------------ | ---------- |
|       | Baldrun Mille            | NRD        |
|       | Christa Kühn             | NRD        |
|       | Hanni Possmoser          | Austria    |
| 4.    | Heidemarie Schuffenhauer | NRD        |
| 5.    | Margarete Angerer        | Austria    |
| 6.    | Helga Terkel             | RFN        |
| 7.    | Antonina Gorgoń          | Polska     |
| 8.    | Ilse Geisler             | NRD        |
| 9.    | Ingrid Scheimpflug       | Włochy     |
| 10.   | Sieglinde Profanter      | Austria    |
| 11.   | Gudrun Konicek           | NRD        |
| 12.   | Hildegard Gasser         | Austria    |
| 13.   | Cäcilia Thaler           | Jugosławia |
| 14.   | Martha Resch             | Austria    |
| 15.   | Metka Robic              | Jugosławia |

### Jedynki mężczyzn
- Data / Początek: Sobota 25 stycznia 1958

| Medal | Zawodnik               | Narodowość |
| ----- | ---------------------- | ---------- |
|       | Max Leo                | RFN        |
|       | Thomas Köhler          | NRD        |
|       | Klaus Bonsack          | NRD        |
| 4.    | Dieter Eichel          | NRD        |
| 5.    | Helmut Thaler          | Austria    |
| 6.    | Herbert Thaler         | Austria    |
| 7.    | Werner Elsner          | NRD        |
| 8.    | Harry Lieberenz        | NRD        |
| 9.    | Peter Weiss            | NRD        |
| 10.   | Arnold Gartmann        | Szwajcaria |
| 11.   | Rudolf Feistmantl      | Austria    |
| 12.   | Gerhard Kirchner       | NRD        |
| 13.   | Leonhard Eham          | RFN        |
| 14.   | Anton Feldhammer       | Austria    |
| 15.   | Lothar Konopacki       | NRD        |
| 16.   | Ewald Walch            | Austria    |
| 17.   | Klaus Oberländer       | RFN        |
| 18.   | Gert Wendland          | RFN        |
| 19.   | Helmut Hering          | NRD        |
| 20.   | Rolf Ström             | Norwegia   |
| 21.   | Norbert Pfister        | Austria    |
| 22.   | Gottfried Hofmann      | NRD        |
| 23.   | Manfred Frick          | RFN        |
| 24.   | Georg Moroder          | Włochy     |
| 25.   | Paolo Ambrosi          | Włochy     |
| 26.   | Alfred Geyer           | Austria    |
| 27.   | Ernst Laimgruber       | Austria    |
| 28.   | Wolfgang Winkler       | RFN        |
| 29.   | Horst Stötzer          | NRD        |
| 30.   | Josef Dolischka        | Austria    |
| 31.   | Hans Habeler           | Austria    |
| 32.   | Zdenko Wesel           | Jugosławia |
| 33.   | Tadeusz Klementowski   | Polska     |
| 34.   | Snorre Hagen           | Norwegia   |
| 35.   | Jean-Pierre Gottschall | Szwajcaria |
| 36.   | Theo Koritzinski       | Norwegia   |
| 37.   | Nekowitsch             | RFN        |
| 38.   | Manfred Schweiberer    | Austria    |
| 39.   | Julijan Ulcar          | Jugosławia |
| 40.   | Andrej Decman          | Jugosławia |
| 41.   | Renato Biasutti        | Szwajcaria |
| 42.   | Miroslav Iskra         | Jugosławia |
| 43.   | Jacob Rozman           | Jugosławia |
| 44.   | Raimund Wurzer         | Włochy     |
| 45.   | Janez Medja            | Jugosławia |
| 46.   | Viktor Mencinger       | Jugosławia |
| 47.   | Janez Rogacnik         | Jugosławia |

### Dwójki mężczyzn
- Data / Początek: Sobota 25 stycznia 1958

| Medal | Zawodnik                             | Narodowość |
| ----- | ------------------------------------ | ---------- |
|       | Helmut Thaler Herbert Thaler         | Austria    |
|       | Wolfgang Winkler Leonhard Eham       | RFN        |
|       | Klaus Bonsack Gerhard Kirchner       | NRD        |
| 4.    | Ewald Walch Rudolf Feistmantl        | Austria    |
| 5.    | Harry Lieberenz Christa Kühn         | NRD        |
| 6.    | Dieter Eichel Thomas Köhler          | NRD        |
| 7.    | Alfred Geyer Norbert Pfister         | Austria    |
| 8.    | Gottfried Hoffmann Horst Stötzer     | NRD        |
| 9.    | Lanner Josef Dloischka               | Austria    |
| 10.   | Georg Moroder Scheimpflug            | Włochy     |
| 11.   | Arnold Gartmann Renato Biasutti      | Szwajcaria |
| 12.   | Paolo Ambrosi Raimund Wurzer         | Włochy     |
| 13.   | Tadeusz Klementowski Antonina Gorgoń | Polska     |
| 14.   | Andrej Decman Julijan Ulcar          | Jugosławia |
| 15.   | Max Leo Nekowitsch                   | RFN        |
| 16.   | Werner Elsner Lothar Konopacki       | NRD        |
| 17.   | Rolf Ström Snorre Hagen              | Norwegia   |

## Klasyfikacja medalowa
| Miejsce | Państwo |   |   |   | Razem |
| ------- | ------- | - | - | - | ----- |
| 1.      | NRD     | 1 | 2 | 2 | 5     |
| 2.      | RFN     | 1 | 1 | 0 | 2     |
| 3.      | Austria | 1 | 0 | 1 | 2     |